# Fritz Ebel (1835-1895)
Pour les articles homonymes, voir Fritz Ebel.
Fritz Ebel (Friedrich Carl Werner Ebel), né le 21 avril 1835 à Lauterbach dans le grand-duché de Hesse, et mort le 20 décembre 1895 à Düsseldorf, est un artiste peintre paysagiste hessois

## Biographie
Fritz Ebel est né le 21 avril 1835 à Lauterbach au sein d'une famille active dans le milieu pharmaceutique.
Formé en 1855 par le peintre A. Lucas à Darmstadt, il déménage en 1857 à l'école d'art de Karlsruhe et s'entraine sous la direction de Johann Wilhelm Schirmer. Il s'installe à Düsseldorf en 1861 et complète ses études par des voyages en Italie et en France.

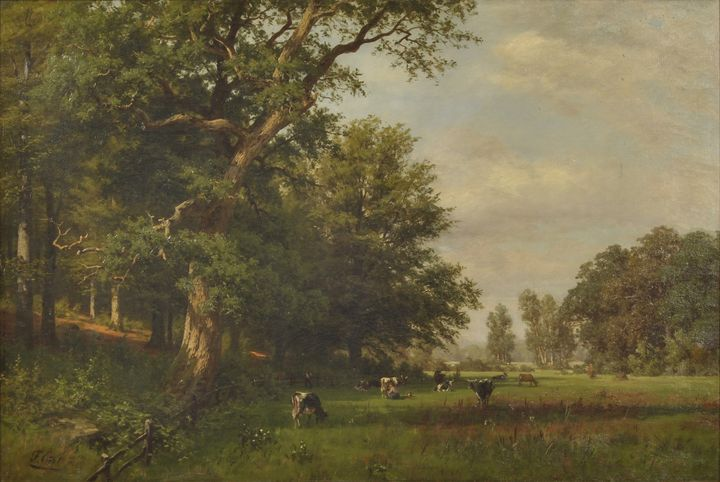
Vaches paissant dans une clairière, 1884.

Ses paysages contiennent des motifs provenant de ces régions découvertes avec des pentes boisées, des panoramas vallonnés ou orées de bois. Des troupeaux de moutons animent ses tableaux et certains d'entre eux sont co-signés par Eugène Verboeckhoven.
Il est mort le 20 décembre 1895 à Düsseldorf.